# Guayaramerín Airport
Guayaramerín Airport är en flygplats i Bolivia.   Den ligger i departementet Beni, i den norra delen av landet, 900 km norr om huvudstaden Sucre. Guayaramerín Airport ligger 130 meter över havet.
Terrängen runt Guayaramerín Airport är platt, och sluttar österut. Närmaste större samhälle är Guayaramerín, 2,6 km sydväst om Guayaramerín Airport.
Runt Guayaramerín Airport är det i huvudsak tätbebyggt. Runt Guayaramerín Airport är det mycket glesbefolkat, med 7 invånare per kvadratkilometer.